# Samuel Francis Boys
Samuel Francis Boys (20 décembre 1911-16 octobre 1972) est né à Pudsey, Yorkshire (Royaume-Uni) est un chimiste britannique.

## Biographie
Il est élève de la Grammar School à Pudsey, puis à l'Imperial College de Londres, dont il est diplômé en chimie en 1932. Il effectue son doctorat à l'Université de Cambridge, sous la direction du professeur Martin Lowry, puis, après le décès de Lowry en 1936, par Sir John Lennard-Jones. En 1938, il est engagé comme Lecteur Assistant en physique mathématique à l'Université Queen's de Belfast. Il travaille durant la Seconde Guerre mondiale à la recherche sur les explosifs avec le Ministère du ravitaillement à Woolwich Arsenal, sous les ordres de Lennard-Jones. Après la guerre, il accepte un fellowship ICI à l'Imperial College. En 1949, il est recruté comme conférencier en chimie théorique à l'Université de Cambridge, où il reste jusqu'à sa mort.
Il est connu pour son introduction des orbitales gaussiennes dans la chimie quantique ab initio. La plupart des bases utilisées maintenant en chimie numérique. Frank Boys fut aussi l'un des premiers scientifiques à utiliser des ordinateurs pour effectuer des calculs sur les molécules polyatomiques.

Il était membre de l'International Academy of Quantum Molecular Science.
Une conférence internationale, intitulée « Molecular Quantum Mechanics: Methods and Applications » s'est tenue en mémoire de Samuel Francis Boys et en l'honneur de Isaiah Shavitt (en) en septembre 1995 au St Catharine's College de Cambridge.